# Operazione Leonte
L'operazione Leonte è una missione militare italiana di peacekeeping in Libano, in ambito ONU, iniziata nel 2006. Il contingente italiano è parte della missione UNIFIL. L'operazione prende il nome dal Leonte, il più grande fiume del Libano e che delimita l'area in cui il contingente italiano opera secondo le disposizioni della risoluzione n. 1701 del Consiglio di sicurezza delle Nazioni Unite.

## Storia
A seguito della guerra del Libano del 2006, l'ONU decise di inviare una forza di interposizione nel Sud del Libano, tra le forze israeliane e le milizie di Hezbollah, tra cui un contingente italiano. Le forze armate italiane sono state fra le prime a intervenire nella crisi con l'operazione Mimosa '06 e successivamente con l'operazione Leonte che ha visto impegnato un Contingente Nazionale inizialmente a Comando Marina Militare e in seguito, fino ai giorni nostri, a Comando Esercito Italiano.

### Operazione Mimosa
L'operazione ha avuto inizio il 17 luglio 2006, con il cacciatorpediniere Durand de la Penne, in quel momento in esercitazione in Grecia, che è entrata, tra le prime unità navali neutrali, nel porto di Beirut per l'evacuazione dei connazionali e altri europei in fuga dagli aspri combattimenti di scena in Libano, verso l'isola di Cipro.
Il 28 agosto 2006 sono partite da Brindisi, alla volta del Libano, la portaerei Garibaldi, la nave da sbarco San Marco, la fregata Espero, la nave da sbarco San Giusto e la corvetta Fenice e dal porto di Marghera (Venezia) un'unità mercantile con i mezzi del genio dell'Esercito Italiano.

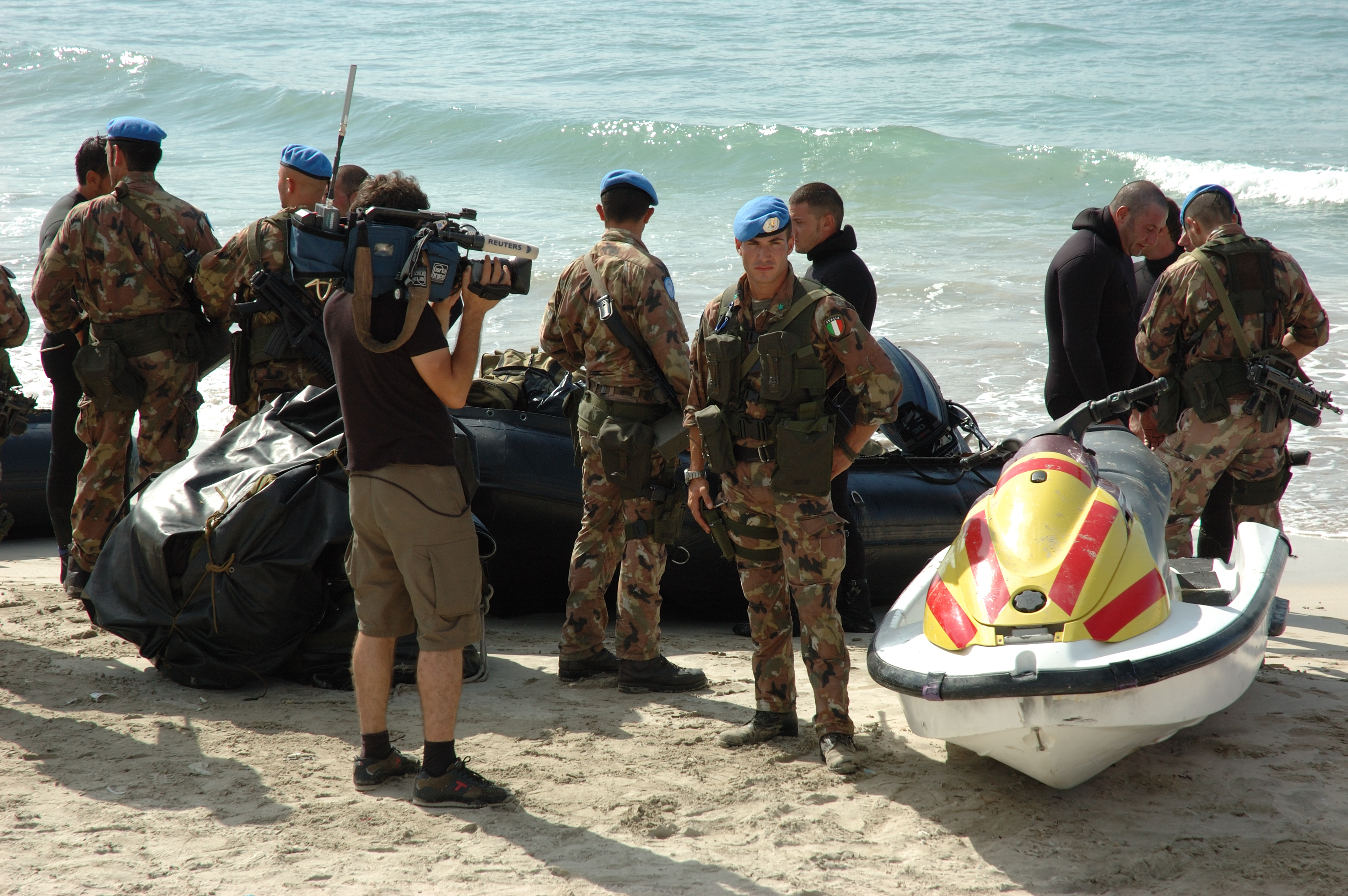
Fucilieri di marina del San Marco in Libano nel 2006

La formazione navale, al comando dell'ammiraglio di divisione Giuseppe De Giorgi, il 2 settembre ha raggiunto le acque antistanti il porto di Tiro, nel Libano meridionale, sbarcando sia sul litorale di Tiro sia al porticciolo dell'UNIFIL di Naqura il contingente Italiano al comando del contrammiraglio Claudio Confessore, costituito da circa 1100 uomini in gran parte fucilieri di marina del Reggimento San Marco e da 156 mezzi, che dovevano contribuire alla costituzione della forza di interposizione ONU tra gli israeliani e Hezbollah, i miliziani libanesi sciiti che di fatto detenevano il controllo di vaste aree del Sud del Libano e svolgevano vere e proprie operazioni militari contro Israele.

### Operazione Leonte a Comando Marina
Con il completamento dello sbarco anfibio termina la prima fase della operazione. Da questo momento, il Gruppo Navale rimane in Area per assicurare il supporto alle forze di terra. Dalle 12:30 del giorno 8 settembre il Gruppo Navale italiano ha anche iniziato a svolgere l'attività di controllo e di sorveglianza delle acque marittime libanesi (Task Force 425) consentendo di togliere il blocco navale da parte degli israeliani. La forza navale inizialmente costituita da unità navali italiane, tra cui la fregata Aliseo, sarà successivamente sostituita da unità navali di altre nazioni europee britanniche, greche, tedesche e francesi, a cui l'ONU aveva chiesto la disponibilità. Anche il Gruppo Aeromobili imbarcati ha effettuato missioni di ricognizione sul traffico mercantile da e per le coste libanesi.
Le navi da sbarco San Giorgio e San Marco hanno, altresì scaricato nel porto di Beirut, beni di prima necessità per la popolazione in guerra oltre all'evacuazione di altri connazionali, sbarcando tonnellate di materiale destinato alla popolazione: cucine da campo, ambulanze, generatori per la produzione di corrente elettrica, tende pneumatiche, tonnellate di medicinali e di generi alimentari destinati alla popolazione civile non combattente, messi a disposizione dal Ministero degli esteri, dalla protezione civile, dalla Croce Rossa Italiana e dal Programma alimentare mondiale delle Nazioni Unite.

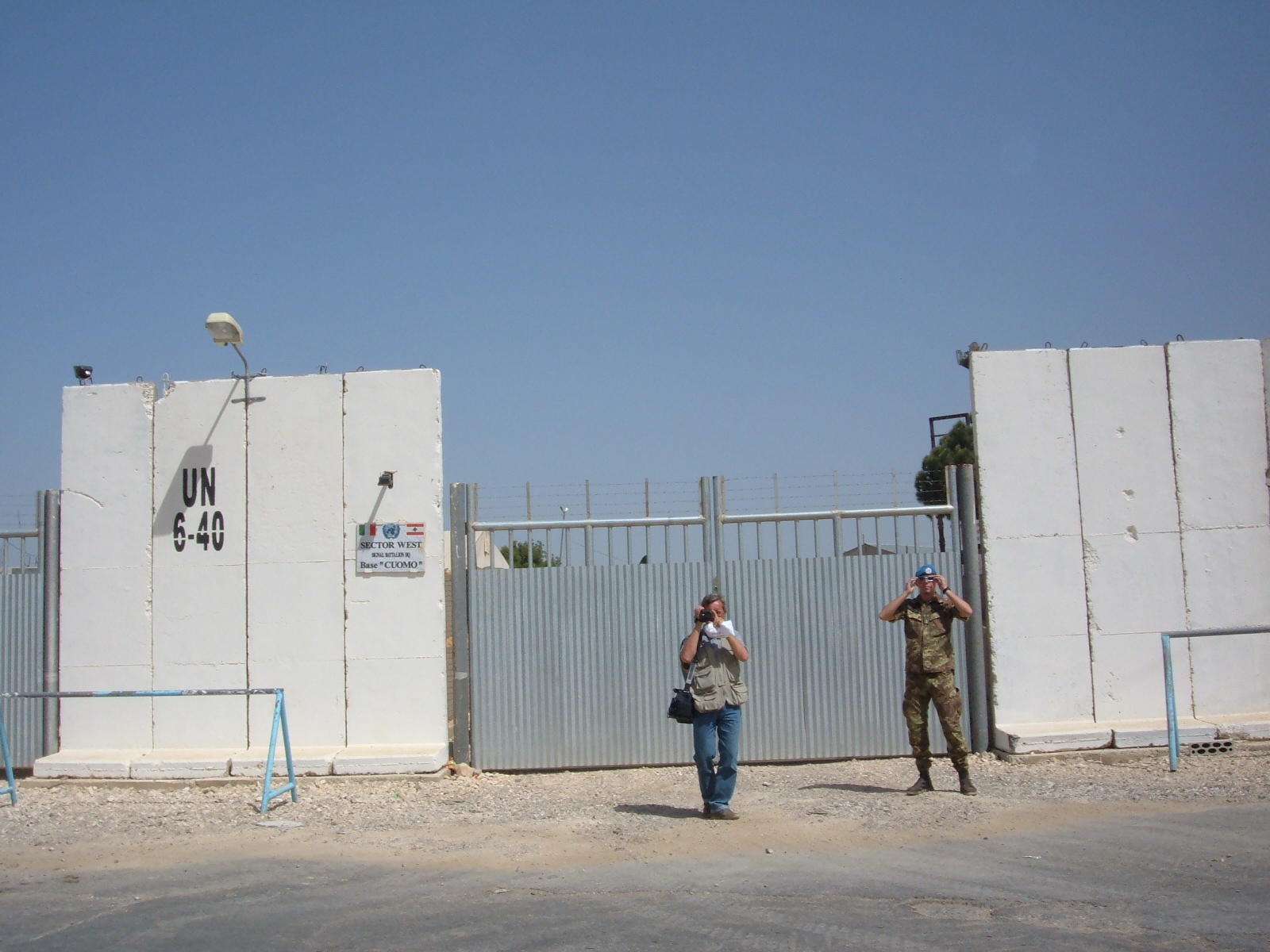
La base italiana "Cuomo" a Tiro

#### La forza da sbarco
L'Operazione Leonte, sotto l'egida dell'ONU all'interno della missione UNIFIL 2, ha visto impiegata per la prima volta una "forza d'ingresso" (Entry Force), acronimo con cui è stato chiamato il primo contingente di pace italiano, costituita dalle truppe anfibie della nuova forza di proiezione dal mare (FPM), composta dal Reggimento San Marco della Marina Militare e dal Reggimento Lagunari dell'Esercito e a cui sono state aggiunte una compagnia del 7º Reggimento NBC Cremona, una compagnia del 3º Reggimento Genio e un distaccamento di polizia militare del 1º Reggimento Carabinieri Tuscania.
Dal 1º novembre 2016 il contrammiraglio Claudio Confessore assumeva anche il comando del Settore Ovest dell'area di responsabilità di UNIFIL e, contemporaneamente, della Brigata Ovest della forza ONU, composta da due battaglioni italiani, un battaglione francese e un battaglione ghanese.

### Operazione Leonte a Comando Esercito

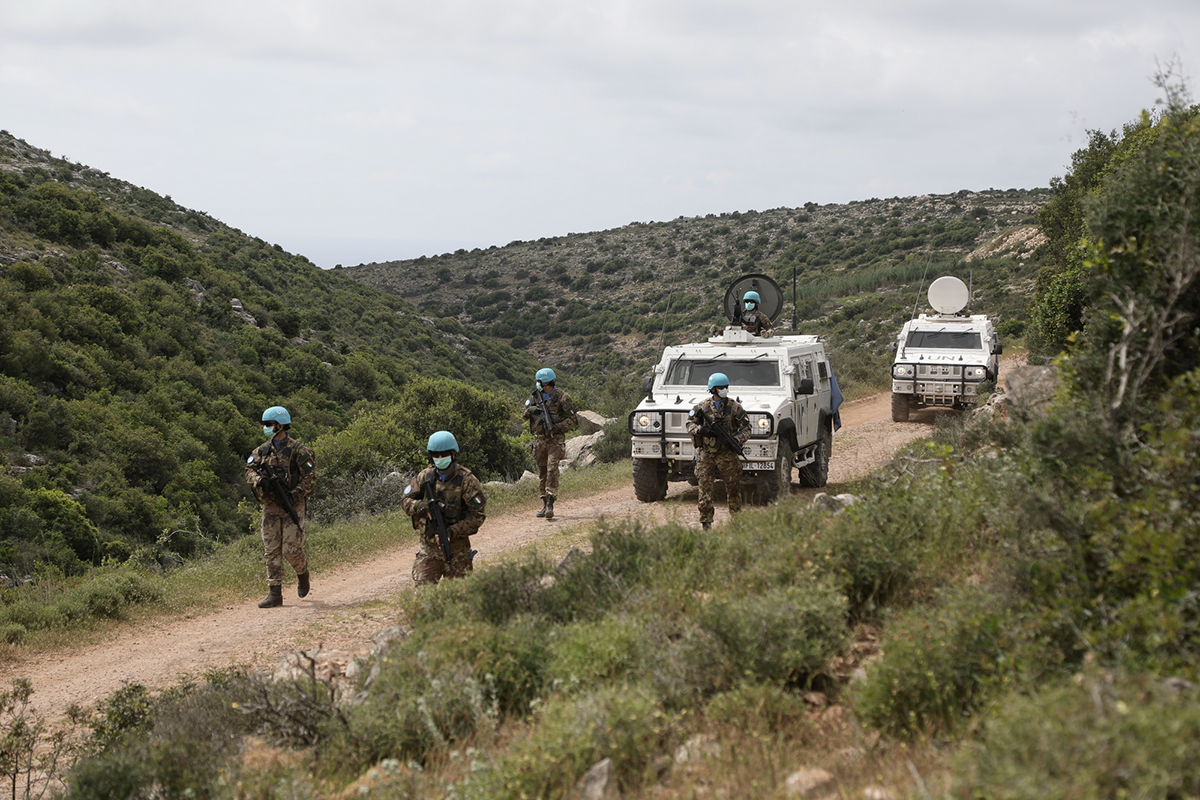
Granatieri di Sardegna in Libano nel maggio 2020

Dall'8 novembre 2006 la missione è proseguita con le unità dell'Esercito Italiano, che si sono susseguite semestralmente, a rotazione. Il comandante della brigata è anche comandante del contingente italiano.
Dal febbraio 2022 guida l'intera missione UNIFIL il Generale dell'Esercito spagnolo Aroldo Lázaro Sáenz.

#### Cronologia reparti schierati
In questa seconda fase hanno guidato la missione i seguenti reparti dell'Esercito:
- Leonte I Brigata Cavalleria "Pozzuolo del Friuli" (8 novembre 2006 - 22 aprile 2007)
- Leonte II Brigata Paracadutisti "Folgore" (aprile 2007 - ottobre 2007)
- Leonte III Brigata Corazzata "Ariete" (ottobre 2007 - maggio 2008)
- Leonte IV Brigata Bersaglieri "Garibaldi" (maggio 2008 - novembre 2008)
- Leonte V Brigata Cavalleria "Pozzuolo del Friuli" (novembre 2008 - maggio 2009)
- Leonte VI Brigata corazzata "Ariete" (maggio 2009 - novembre 2009)
- Leonte VII Brigata Aeromobile "Friuli" (novembre 2009 - maggio 2010)
- Leonte VIII Brigata Bersaglieri "Garibaldi" (maggio 2010 -novembre 2010)
- Leonte IX Brigata Cavalleria "Pozzuolo del Friuli" (novembre 2010 - maggio 2011)
- Leonte X Brigata Meccanizzata "Aosta" (maggio 2011 - novembre 2011)
- Leonte XI Brigata Meccanizzata "Pinerolo" (novembre 2011 - maggio 2012)
- Leonte XII Brigata Corazzata "Ariete" (maggio 2012 - novembre 2012)
- Leonte XIII Brigata Aeromobile "Friuli" (novembre 2012 - maggio 2013)
- Leonte XIV Brigata Cavalleria "Pozzuolo del Friuli" (maggio 2013 - novembre 2013)
- Leonte XV Brigata Meccanizzata "Granatieri di Sardegna" (novembre 2013 - aprile 2014)
- Leonte XVI Brigata Corazzata "Ariete" (aprile 2014 - ottobre 2014)
- Leonte XVII Brigata Meccanizzata "Pinerolo" (ottobre 2014 - aprile 2015)
- Leonte XVIII Brigata Aeromobile "Friuli" (aprile 2015 - ottobre 2015)
- Leonte XIX Brigata Alpina "Taurinense" (ottobre 2015 - aprile 2016)
- Leonte XX Brigata Meccanizzata "Sassari" (aprile 2016 - ottobre 2016)
- Leonte XXI Brigata Cavalleria "Pozzuolo del Friuli" (ottobre 2016 - aprile 2017)
- Leonte XXII Brigata Meccanizzata Granatieri di Sardegna" (aprile 2017- ottobre 2017)
- Leonte XXIII Brigata Paracadutisti "Folgore" (ottobre 2017 - aprile 2018)
- Leonte XXIV Brigata Alpina "Julia" (aprile 2018 - ottobre 2018)
- Leonte XXV Brigata Bersaglieri "Garibaldi" (ottobre 2018 - maggio 2019)
- Leonte XXVI Brigata Meccanizzata "Aosta" (maggio 2019 - novembre 2019)
- Leonte XXVII Brigata Meccanizzata "Granatieri di Sardegna" (novembre 2019 - luglio 2020)
- Leonte XXVIII Brigata Meccanizzata "Sassari" (luglio 2020 - febbraio 2021)
- Leonte XXIX Brigata Alpina "Taurinense" (febbraio 2021 - agosto 2021)
- Leonte XXX Brigata Aeromobile "Friuli" (agosto 2021 - febbraio 2022)
- Leonte XXXI Brigata Cavalleria "Pozzuolo del Friuli" (febbraio 2022 - agosto 2022)
- Leonte XXXII Brigata Meccanizzata "Aosta" (agosto 2022 - febbraio 2023)
- Leonte XXXIII Brigata Paracadutisti "Folgore" (febbraio 2023 - agosto 2023)
- Leonte XXXIV Brigata Meccanizzata "Granatieri di Sardegna" (agosto 2023 - febbraio 2024)
- Leonte XXXV Brigata Alpina "Taurinense" (febbraio 2024 - agosto 2024)
- Leonte XXXVI Brigata Meccanizzata "Sassari" (agosto 2024 - febbraio 2025)
- Leonte XXXVII Brigata Cavalleria "Pozzuolo del Friuli" (febbraio 2025 - agosto 2025)
- Leonte XXXVIII Brigata Alpina "Taurinense" (agosto 2025 - in corso)

## Aspetti operativi e mandato ONU
La missione UNIFIL (United Nations Interim Force in Lebanon) è stata istituita con la Risoluzione 425 (1978) del Consiglio di Sicurezza delle Nazioni Unite e ha ricevuto un potenziamento del mandato con la Risoluzione 1701 (2006), adottata in seguito alla guerra del Libano del 2006. Gli obiettivi principali della missione, a seguito della Risoluzione 1701, includono:
- Monitorare la cessazione delle ostilità tra Libano e Israele.
- Supportare le Lebanese Armed Forces (LAF) nel riposizionamento nel sud del Libano, inclusa la Blue Line.
- Coordinare il ritiro delle Israel Defense Forces (IDF) dai territori libanesi e il dispiegamento delle LAF nelle stesse aree.
- Creare un'area cuscinetto priva di personale armato e armamenti non autorizzati tra la Blue Line e il fiume Litani.
- Assicurare assistenza umanitaria alla popolazione civile e facilitare il ritorno in sicurezza degli sfollati.
- Implementare i rilevanti provvedimenti degli accordi di Taif e delle Risoluzioni 1559 (2004) e 1680 (2006), in particolare riguardo al disarmo di tutti i gruppi armati in Libano.

Le attività operative di UNIFIL avrebbero compreso l'osservazione della Blue Line tramite posti fissi, il pattugliamento (diurno e notturno), la realizzazione di check-points, il collegamento con le forze armate libanesi e il pattugliamento marittimo. Queste attività avrebbero mirato a garantire la stabilità e la sicurezza dell'area, con particolare attenzione alla prevenzione di una ripresa delle ostilità.

## Efficacia della missione
Con l'invasione del Libano nel 2024 e l'operazione militare su larga scala da parte delle Israel Defense Forces (IDF) contro Hezbollah, la capacità della missione UNIFIL di prevenire il ritorno delle ostilità e garantire la stabilità dell'area è stata messa in dubbio. Il conflitto ha portato a violazioni della tregua e a un'intensificazione degli scontri lungo la "Blue Line", compromettendo il raggiungimento degli obiettivi principali della missione.
| Obiettivo                                                      | Raggiungimento           | Note |
| -------------------------------------------------------------- | ------------------------ | --- |
| Monitoraggio della cessazione delle ostilità                   | Obiettivo non conseguito | Ripresa delle ostilità con violazioni della tregua lungo la Blue Line.                                                                                                 |
| Supporto al riposizionamento delle Lebanese Armed Forces (LAF) | Parziale                 | Le LAF si sono ritirate di 5 km dalla frontiera a causa dell'escalation del conflitto.                                                                                 |
| Creazione di un'area cuscinetto libera da armi non autorizzate | Obiettivo non conseguito | Violazioni della Blue Line e presenza di armamenti di Hezbollah nell'area cuscinetto.                                                                                  |
| Prevenire la ripresa delle ostilità                            | Obiettivo non conseguito | Nuove ostilità hanno portato a scontri su larga scala e a una crisi umanitaria.                                                                                        |
| Protezione dei civili                                          | Obiettivo non conseguito | Il conflitto ha causato numerosi sfollamenti e vittime civili nel sud del Libano. Comunque i lavoratori libanesi delle basi hanno trovato protezione dentro le stesse. |
| Assistenza umanitaria e apertura di corridoi umanitari         | Obiettivo non conseguito | L'accesso umanitario è limitato e le necessità della popolazione non sono coperte adeguatamente.                                                                       |
| Stabilizzazione politica e militare dell'area                  | Obiettivo non conseguito | L'instabilità politica del Libano è aumentata a causa del conflitto e della crisi economica.                                                                           |

Nonostante gli sforzi della missione UNIFIL, l'evoluzione del conflitto e la recente invasione hanno compromesso l'efficacia del mandato ONU nella regione, sollevando dubbi sull'impatto e la sostenibilità a lungo termine della missione stessa.